# The Final Destination
The Final Destination (bra: Premonição 4; prt: Último Destino, ou O Último Destino), também conhecido como The Final Destination 4, é um filme estadunidense de 2009, do gênero horror, dirigido por David R. Ellis, com roteiro de Eric Bress baseado nos personagens criados por Jeffrey Reddick.
Este quarto filme da franquia de filmes Premonição teve pré-estreia no Brasil em 15 de janeiro de 2010, em poucas salas e horários; em 22 de janeiro, aconteceu a pré-estreia em 3D, também com poucas opções de salas e horários; finalmente, em 29 de janeiro de 2010, a estreia comercial, totalmente em 3D.

## Sinopse
Nick e seus amigos presenciam um terrível acidente automobilístico a 300 km/h numa corrida, com a morte de dezenas de pessoas. Como isso fora uma uma de suas premonições, Nick começa a lutar por sua vida, pois sabe que não poderá enganar a morte novamente.

## Elenco
- Bobby Campo - Nick O'Bannon
- Shantel VanSanten - Lori Milligan
- Krista Allen - Samantha Lane
- Haley Webb - Janet Cunningham
- Mykelti Williamson - George Lanter
- Nick Zano - Hunt Wynorski
- Andrew Fiscella - Andy Kewzer
- Justin Welborn - Carter Daniels
- Phil Austin - Edward Lane
- Stephanie Honoré - Nadia Monroy
- Jackson Walker - Jonathan Groves
- Lara Grife - Cynthia Daniels
- Brendan Aguillard - Ryan Lane
- William Aguillard - Daniel Lane
- Harold X. Evans - morador de rua
- Cecile Monteyne - Dee Dee
- Tina Parker - Cheyenne
- Larry E. Lundy Jr - Usher
- Curtis E. Akin - golfista
- Monique Detraz - jornalista
- Eric Paulsen - jornalista

## Trilha sonora
Esta é a trilha sonora do filme. As músicas são todas instrumentais.
1. "The Final Destination" - 2:56
2. "The Raceway" — 3:07
3. "Memorial" — 2:46
4. "Nailed" — 3:22
5. "Nick's Google Theory" — 1:30
6. "Revelations" — 2:28
7. "Raceway Trespass" — 1:39
8. "Stay Away from Water" — 2:38
9. "Flame On" — 1:43 "Flame On"
10. "Moment of Joy" — 1:17
11. "Signs and Signals" — 2:51
12. "George Is Next" — 1:12
13. "Car Washicide" — 3:05
14. "Newspaper Clues" — 1:57
15. "Premonition" — 1:50
16. "The Salon" — 3:53
17. "Questioning" — 1:04
18. "Death of a Cowboy" — 2:08
19. "Gearhead" — 1:56
20. "Sushi for Everyone" — 2:53
21. "The Movie Theater" — 3:03
22. "You Can't Dodge Fate" — 1:28
23. "The Final Destination Suite" — 13:29